# Xian d'Ürümqi
Cette page contient des caractères spéciaux ou non latins. S’ils s’affichent mal (▯, ?, etc.), consultez la page d’aide Unicode.
Le xian d'Ürümqi (乌鲁木齐县 ; pinyin : Wūlǔmùqí Xiàn ; ouïghour : ئۈرۈمچى ناھىيىسى / Ürümçi Nahiyisi) est un district administratif de la région autonome du Xinjiang en Chine. Il est placé sous la juridiction de la ville-préfecture d'Ürümqi.

## Démographie
La population du district était de 156 976 habitants en 1999.